# 平成6年渇水

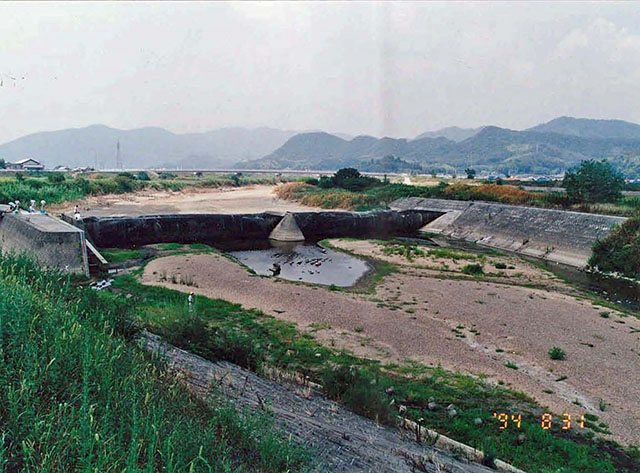
平成6年渇水における小田川の瀬切れ (宮田堰)

平成6年渇水（へいせい6ねんかっすい）とは1994年（平成6年）から翌年にかけて九州北部から関東地方までの地域で起きた渇水である。1994年渇水とも呼ばれる。

## 概要
1994年（平成6年）は日本各地で春から少雨の傾向が続き、梅雨時期の降雨も平年の半分以下であった。7月から8月にかけては記録的な高温の日々が続き、西日本から関東地方までの多くの観測点において観測開始以来の最高気温を記録している（16年後の2010年の夏は、この年よりも暑かったが、春の降水量が多かったため、渇水にはならなかった）。晴天の日々が続き、多くの地域において降水量が平年の30-70パーセント程度にとどまった。
このため特に九州北部、瀬戸内海沿岸、東海地方を中心とした地域の各地で上水道の供給が困難となり、時間指定断水などの給水制限が実施された。影響は1660万人におよび、農作物の被害は1409億円にのぼった。

## 九州北部

### 福岡市周辺
1994年（平成6年）4月における福岡市内のダム貯水率はほぼ100パーセントであったが、梅雨時期における降雨量が平年の半分程度にとどまり、ダムの貯水量が下がり続けた。7月1日に梅雨が明けると連日猛暑が続き、ダムの貯水量は急激に減少し始めた。このため、福岡県と建設省九州地方建設局は7月6日に渇水対策本部を設置し、節水の呼びかけなどの対策が始められた。
7月9日には筑後川からの取水制限が始められ、7月中旬までに福岡県内の多くの自治体で渇水対策本部が設置された。7月13日には福岡県内のダム貯水率が60パーセントを切り、7月14日には福岡管区気象台が九州北部に「少雨と高温に関する情報第一号」を出して水不足に対する警戒を呼びかけた。7月20日には福岡県内のダム貯水率が50パーセントを割り込み、7月21日には太宰府市で夜間断水が始まった。7月25日夜、台風7号による雨が降ったものの状況は改善されず、7月27日には大野城市、8月4日には福岡市でも夜間断水が開始された。
水不足は8月前半に小康状態となったものの、8月後半からさらに悪化し、8月20日には福岡県内のダム貯水率が25パーセント以下となった。8月22日には筑紫野市でも夜間断水が始まった。9月2日には松原ダムと下筌ダムの発電用水の一部が緊急放流されている。9月27日には寺内ダムの貯水率が0パーセントとなり、デッドウォーター（取水口から下に溜まった水）の利用が始められた。9月に入って雨が降るようになったものの、福岡市内のダム貯水率は10月に入っても30パーセント程度であったため断水が長期化した。12月28日から翌年1月4日までの年末年始期間は特例的に断水が解除されている。
1995年（平成7年）3月3日には福岡県内のダム貯水率が15.2パーセントと最低値となるが、4月以降はまとまった雨が降るようになり、5月17日には太宰府市で断水が解除されている。5月下旬になると福岡市内のダム貯水率が68パーセントまで回復したため、6月1日に福岡市の断水が解除された。福岡市の断水は昭和53-54年の渇水を上回る295日間に及んだが、給水時間内の供給は確保されており市水道局への苦情は前回の渇水時の5分の1程度にとどまった。

### その他の地域
北九州市は遠賀川の豊富な水源を確保していたため断水の恐れは少ないと考えられていた。しかしながら遠賀川河口堰の水位が海抜0メートルを割り込む事態となったため、9月12日から10月10日まで夜間断水が実施された。
長崎県では長崎市や平戸市を含む25市町村で給水制限が行われた。特に佐世保市では8月1日から翌年3月6日までの213日間にわたって時間指定断水が行われ、1日あたりの平均断水時間が20.5時間という深刻な事態となった。

## 四国地方
四国地方では7月2日に梅雨明けとなったが、四国最大の水がめである早明浦ダムの貯水量は6月から下がり始めており、6月27日には香川県渇水対策本部が設置されている。水源を同ダムに依存していた高松市は6月29日から給水制限が始まり、7月11日から夜間断水、7月15日以降は16時から21時までの5時間給水となった。7月25日には台風7号が高知県に上陸し、四国地方の多い所で500mmを超す大雨が降ったため主要ダムの貯水量も僅かながら回復した。しかし台風7号の消滅後は再び猛暑に見舞われたため、早明浦ダムの貯水量は再び下がり続け、8月19日に0パーセントと干上がってしまった。高松市の断水は9月30日までの67日間、給水制限は11月14日に解除されるまでの139日間に及んだ。松山市でも台風7号による雨が降ったが、水不足は解消されることはなかった。台風7号が上陸した翌日の7月26日から夜間断水が開始され、8月1日以降は午後1時から午後9時までの8時間給水、8月22日以降は5時間給水となった。このため市内の道後温泉では営業時間短縮などを余儀なくされた。9月1日には工業用水の供給が止まり操業停止となる工場もあった。断水は11月26日に解除されるまでの124日間に及んだ。

## 中国地方
広島県内を流れる多くの河川では観測開始以来最低の流量を記録し沼田川、芦田川、太田川などで取水制限が行われた。東野町（後の大崎上島町）では夜間断水が70日間、福山市では給水制限が290日間に及んだ。広島県西部では9月以降も少雨の傾向が続き、八幡川や小瀬川では翌年5月まで取水制限が続いた。
岡山県内では三大河川である吉井川、旭川、高梁川の各水系で取水制限が行われた。特に高梁川水系内での取水制限は7月16日から11月30日までの138日間に及んだ（一時的に解除された日を含む）。倉敷市では7月15日に渇水対策本部が設置され、7月20日から給水制限が始められた。さらに8月9日から夜間断水、8月25日からは8時間給水となり、断水は9月29日まで続いた。水島地区の工業地域にある製鉄所や化学工場では減産を余儀なくされ、このうち旭化成水島工場では山口県や宮崎県からの海上輸送によって水を確保する有様であった。

## 近畿地方
兵庫県内を流れる揖保川上流にある引原ダムの貯水量は7月19日に52パーセントあったが、8月2日には28パーセント、8月14日には8パーセントにまで落ち込んだ。このためダムを水源とする姫路市では8月22日から夜間断水が始められた。9月6日には引原ダム貯水率が1パーセントとなってほぼ干上がり、9月10日からデッドウォーターの利用が始められた。姫路市の夜間断水は11月24日までの71日間にわたって続けられた。
琵琶湖の水位は6月頃から急激に下がり続け、9月15日には観測史上最低のマイナス123センチメートルを記録している。このため8月22日から10月4日までの44日間にわたって取水制限が行われ、琵琶湖を水源とする京都市や大阪市では減圧による給水制限が実施された。

## 東海地方
8月17日から31日にかけて愛知県内の13市町で夜間断水が実施された。水を大量に使用する工場では減産を余儀なくされるところもあった。豊川市も断水が避けられない状況に追い込まれたが、9月12日から16日にかけて天竜川水系佐久間ダムから豊川への緊急分水が実施されたことで断水が回避されている。

## 関東地方
関東地方の主要な水源である利根川上流部では6月の降水量が60パーセント程度であり、7月12日に梅雨明けとなったため水不足が心配された。このため7月13日に関東地方建設局が、7月15日には東京都がそれぞれ渇水対策本部を設置し対策が始められた。7月22日から9月19日まで利根川水系の取水制限が行われ、7月29日から9月8日まで東京都で最大15パーセントの給水制限が行われたが、関東地方ではごく一部の地域を除いて断水となることはなかった。